# مستشفى سانت بارثولوميو
مستشفى سانت بارثولوميو (بالإنجليزية: St Bartholomew's Hospital)‏، ويُعرف اختصارًا باسم بارتس (بالإنجليزية: Barts)‏، أو باسمه الرسمي الذي اتُّخذ لاحقًا مستشفى سانت بارثولوميو الملكي (بالإنجليزية: The Royal Hospital of St Bartholomew)‏ هو مستشفى يقع في منطقة سميثفيلد بحي السيتي في العاصمة الإنجليزية لندن. أُسس سنة 1123، وعمل به العديد من رموز الطب والجراحة في التاريخ الحديث.

## مدرسة الطب

### خريجون بارزون
- أرتشيبالد غارود
- إليزابيث بلاكويل
- السير برسيفال بوت
- تيموثي هيربرت
- جون بريان كريستوفرسون (أحد رواد العلاج الكيماوي)
- السير جيمس باجت
- غراهام تشابمان (مونتي بايثون)
- ليو زيلارد[2]
- دكتور واطسون (شخصية آرثر كونان دويل الخيالية، ورفيق شيرلوك هولمز في مغامراته) ورد في عدة مواضع في الروايات أنه كان من خريجي بارتس)
- ويليام دبليو.جي. جريس
- السير ويليام لورنس
- ويليام هارفي

## أطباء بارزون عملوا بالمستشفى
- تشارلز باريت لوكوود
- جيمس باجت

## المستشفى في الأدب
في رواية السير آرثر كونان دويل «دراسة بالقرمزي» (1887)، يلتقي شرلوك هولمز ودكتور واطسون لقاءهما الأول في المعمل الكيميائي بمستشفى بارتس، وهو أيضًا المستشفى الذي تخرج فيه واطسون.

## أعلام
- ديريك جرمان
- ليونيل جونسون